# Folke Lindberg (musikforskare)
Folke Oscar Lindberg, född 16 oktober 1911 i Sankt Pauli, Malmö, Malmöhus län, död 7 juni 1988 i Lidingö kommun, Stockholms län, var en svensk bibliotekarie och musikvetare. Han gifte sig 11 maj 1945 med Sonja Sofia Elisabet Lindberg (1912–1989). Gravsatt i Minneslunden på Lidingö kyrkogård.
Lindberg blev fil.lic. i musikhistoria 1946. Han var amanuens vid Radiotjänsts musikbibliotek 1939–1946 och dess chef 1946–1961. Mellan 1961 och 1976 var han överbibliotekarie vid Sveriges Radios arkiv- och biblioteksavdelning. Han utsågs 1951 till sekreterare för IAML – International Association for Music Libraries – och var 1959–1962  dess president. Han var initiativtagare till utgåvan av Franz Berwalds samlade verk och till Carl-Allan Mobergs fond för musikvetenskap.

## Priser och utmärkelser
- 1974 – Ledamot nr 788 av Kungliga Musikaliska Akademien
- 1983 – Medaljen för tonkonstens främjande[1]